# Río Kayan

El río Kayan en Kalimatan del Norte (Borneo)

El río Kayan es un río de la isla de Borneo que fluye en la provincia indonesia de Borneo Septentrional, a unos 1.600 km al noreste de la capital, Yakarta. Entre sus afluentes se encuentra el río Bahau.

## Hidrología
El río Kayan nace en el monte Ukeng, pasa por la ciudad de Tanjung Selor y desemboca en el mar de Sulawesi, con una longitud total de unos 576 km y una cuenca de 33.005 km2, formando una amplia zona aguas arriba y estrechándose en el centro hasta aguas abajo.

## Usos

### Transporte
Durante siglos, el río Kayan ha sido la principal ruta de transporte para los habitantes de las regencias de Malinau y Bulungan, que llegaban a la región interior de la regencia de Malinau en embarcaciones tradicionales o salían de la regencia de Bulungan en lanchas rápidas, mientras que río abajo hay algunos puertos fluviales para pasajeros y mercancías, como el puerto de Kayan y el puerto de Pesawan.

### Pesca y agricultura
Los habitantes de la ribera del río Kayan utilizan el agua para la agricultura y la pesca, ya sea mediante la pesca tradicional o con redes, especialmente en la zona aguas arriba, mientras que unas 30.000 hectáreas de tierra del delta Kayan se utilizan como zona de alimentación, para estanques piscícolas y tierras de cultivo.

## Hidroelectricidad
El río Kayan se utiliza para producir energía hidroeléctrica mediante algunas centrales, como la que funciona con gasóleo en el pueblo de Long Nawang, subdistrito de Kayan Hulu. El río puede producir unos 900 megavatios (MW). También hay una presa para una central hidroeléctrica en el pueblo de Desa Long Peso, subdistrito de Peso, regencia de Bulungan.

## Pueblos a lo largo del río Kayan

### Antutan
El pueblo de Antutan (bahasa indonesia - Desa Antutan) es uno de los muchos pueblos situados a lo largo del río Kayan. La población del pueblo se compone de subtribus dayak: los kenyah y los kayan, así como los tidung y los bulungan. En este pueblo hay varias fuentes principales de ingresos, como la plantación de arroz, la agricultura, la pesca y la venta de artesanía. La mayoría de los aldeanos dependen en gran medida de la plantación de arroz para ganarse la vida. Sin embargo, algunos también son funcionarios públicos, por ejemplo, profesores, enfermeros, militares y policías.